# 忠字舞
忠字舞是中华人民共和国文化大革命时期用于广场（大场地）或游行的队列行进间的歌颂毛泽东的集体舞蹈，以《大海航行靠舵手》《敬爱的毛主席》《北京的金山上》《满怀豪情迎九大》《长江滚滚向东方》和语录歌等歌曲为伴唱、伴奏。流行于文革高潮期，时间在1966年至1968年间；中共九大以后渐趋衰微。其功能、形式特征与“毛主席语录操”相似。

## 历史背景与政治功能
忠字舞是當年主要活動的一種，是文革时期“毛泽东崇拜”的组成部分。「1968年各地“三忠于”活动（忠于毛主席、忠于毛泽东思想、忠于毛主席的革命路线）形成高潮，广泛开展唱样板戏，跳忠字舞和『早请示、晚汇报』」。
表演忠字舞时，参与者通常手持《毛主席语录》（“红宝书”）或红绸巾作为道具。其舞蹈动作通常较为统一和集体化。关于其动作特点，有评论描述其包含简练、整齐划一的姿态；部分评论则认为其表现形式有时显得较为模式化或带有一定的机械感。
忠字舞的学习门槛较低，无需专业的舞蹈基础，易于掌握和普及，因此参与者通常包括不同年龄和性别的民众。但在当时的政治环境下，被划为“牛鬼蛇神”和“黑五类”等所谓“阶级敌人”的人员则被禁止参与此类活动。

## 规模与影响
在游行活动中，忠字舞的表演方阵规模往往较大，参与人数从数百人到数千人不等，有时甚至更多，队伍绵延较长。参与者伴随着歌曲和口号，边行进边舞蹈，此类活动有时能持续数小时。其场面规模和群众参与度在特定历史时期表现突出。无论是在“早请示、晚汇报”等日常政治仪式中，还是在各类庆祝性游行集会上，忠字舞都是常见的表演项目。
作为文化大革命时期一种广为人知的社会文化现象，忠字舞在一定程度上反映了当时的政治氛围和对毛泽东的个人崇拜。

## 延伸阅读
- 《舞蹈——八亿人民共跳“忠字舞”》,《中国青年》“过去百年大回眸”
- 肖利民：《忠字舞》，《陕西工人报》2004年7月9日
- 《跳忠字舞的柴火酒家暂停营业》，“人民网”6月13日